# Параджанов: Последняя весна
«Параджа́нов: После́дняя весна́» (англ. Parajanov: The Last Spring) — документальный фильм Михаила Вартанова, внёсший большой вклад в документальный кинематограф и оказавший неоспоримое влияние на множество последующих лент и книг о Сергее Параджанове. Состоит из нескольких новелл. В фильме использовались широко известные кадры, снятые Вартановым на съёмочной площадке «Цвет граната». По мнению многих, в фильме состоялось открытие киноязыка Параджанова. Картину также выделяет монументальный монтаж, завершающий картину, где практически отсутствует дикторский текст.

Михаил Вартанов снял замечательный фильм— Мартин Скорсезе

Фильм был создан в запретительных условиях и при этом является примером силы искусства над любыми ограничениями— Фрэнсис Форд Коппола

## Награды
- Golden Palm Award : международный кинофестиваль в Беверли Хиллз (США)
- Golden Gate Award : Международный кинофестиваль в Сан-Франциско (США)
- Премия «Ника» за лучший неигровой фильм (1993)